# Rudolph Ackermann
Rudolph Ackermann, (20 d'abril de 1764 - 30 de març de 1834), famós llibreter i editor londinenc del segle xix. Va néixer a Schneeberg (Regne de Saxònia) però es va establir a Londres, on va obrir una important impremta el 1795, i va introduir a Anglaterra la biografia artística.
Va publicar un Repository of Arts, Literature, Commerce, Manufactures, Fashions and Politics, revista excel·lentment il·lustrada amb gravats de modes que va aconseguir 21 anys d'existència (1808-1828). Amb destinació a les recents repúbliques emancipades d'Hispanoamèrica va publicar en espanyol una sèrie de manuals didàctics (els cèlebres Catecismes d'Ackermann) sobre diferents disciplines científiques que van servir de llibre de text escolar davant la penúria de llibres de text que van sofrir llavors. Molts d'aquests catecismes van ser traduïts o redactats per emigrats liberals espanyols exiliats a Londres després de la caiguda del règim constitucional el 1823. També va editar uns almanacs Forget-Me-Not o Nomoblidis que inclouen nombrosos poemes i textos en espanyol, a partir de 1823. També va publicar obres notables amb lamines il·lustratives de Londres, l'abadia de Westminster, Oxford i Cambridge.